# Iridium(VI)-fluorid
Iridium(VI)-fluorid (IrF6), häufig auch Iridiumhexafluorid, ist eine chemische Verbindung der Elemente Iridium und Fluor und gehört zur Stoffgruppe der Hexafluoride.

## Darstellung
Iridiumhexafluorid wird durch direkte Umsetzung des Metalls in einem Überschuss von elementarem Fluor (F2) bei 300 °C dargestellt.
{\displaystyle {\ce {Ir + 3 F2 -> IrF6}}}

## Eigenschaften
Iridiumhexafluorid ist ein gelber kristalliner Feststoff, der bei 44 °C schmilzt und bei 53,6 °C siedet. Er liegt in Form von hellgelben glänzenden Blättchen und Nädelchen vor, welche oberhalb −15 °C intensiv goldgelb und glasig werden. Es ist sehr hygroskopisch, greift Glas an. Platin wird ab 400 °C korrodiert. Halogene reduzieren es bei Raumtemperatur zu Iridium(IV)-fluorid. Es kristallisiert im orthorhombischen Kristallsystem (gemessen bei −140 °C) in der Raumgruppe Pnma (Nr. 62) mit den Gitterparametern a = 941,1 pm, b = 854,7 pm und c = 495,2 pm und vier Formeleinheiten pro Elementarzelle mit einer berechneten Dichte von 5,11 g·cm−3. Das IrF6-Molekül ist oktaedrisch (Oh); die Ir–F-Bindungslänge beträgt 183,3 pm.